# Marian Grzybowski (prawnik)
Marian Tadeusz Grzybowski (ur. 9 marca 1945 w Prądniku Korzkiewskim) – polski prawnik, radca prawny, profesor nauk prawnych, sędzia Trybunału Konstytucyjnego w stanie spoczynku.

## Życiorys
W 1967 ukończył studia na Wydziale Prawa i Administracji Uniwersytetu Jagiellońskiego, po których podjął pracę na tej uczelni. W latach 1970 zdał egzamin sędziowski, w 1976 uzyskał stopień doktora nauk prawnych, w 1982 obronił habilitację. W 1990 został profesorem nauk prawnych, w 1994 objął stanowisko profesora zwyczajnego. Uzyskał także uprawnienia radcy prawnego.
W 2001 został wiceprzewodniczącym, w 2005 przewodniczącym zarządu głównego Polskiego Towarzystwa Prawa Konstytucyjnego. Od 1990 zasiada w Komitecie Nauk Politycznych Polskiej Akademii Nauk. W latach 90. był członkiem Zespołu Prawa Konstytucyjnego i Tworzenia Prawa w ramach Rady Legislacyjnej działającej przy prezesie Rady Ministrów, a także członkiem zespołu stałych ekspertów Komisji Konstytucyjnej Zgromadzenia Narodowego.
W 1983 objął stanowisko kierownika Zakładu Współczesnych Systemów Ustrojowych, a w 1990 kierownika Katedry Współczesnych Systemów Ustrojowych (obecnie Katedry Prawa Ustrojowego Porównawczego) na UJ. W latach 1996–2001 pełnił funkcję prodziekana Wydziału Prawa i Administracji Uniwersytetu Jagiellońskiego. Był opiekunem Katedry Prawa Konstytucyjnego na Wydziale Prawa Uniwersytetu w Białymstoku. Został kierownikiem Katedry Prawa Ustrojowego Porównawczego na Wydziale Prawa i Administracji Uniwersytetu Jagiellońskiego. Związany również z Uniwersytetem Pedagogicznym im. Komisji Edukacji Narodowej w Krakowie, Uniwersytetem Jana Kochanowskiego w Kielcach i Uniwersytetem Humanistyczno-Przyrodniczym im. Jana Długosza w Częstochowie.
Opublikował liczne prace naukowe z zakresu prawa konstytucyjnego. W 2001 z rekomendacji SLD został wybrany przez Sejm na urząd sędziego Trybunału Konstytucyjnego. Kadencję zakończył w 2010.
10 maja 2007 poseł Arkadiusz Mularczyk z PiS stwierdził, że z materiałów IPN wynika, iż Marian Grzybowski był kontaktem operacyjnym Ministerstwa Spraw Wewnętrznych PRL. Sędzia zaprzeczył jakoby był współpracownikiem służb specjalnych PRL. W katalogach IPN nie ma informacji o podjętej współpracy, znalazła się w nich informacja o tym, że został on zarejestrowany w 1988 i przerejestrowany w kolejnym roku jako kontakt operacyjny.

## Odznaczenia
- Krzyż Komandorski Orderu Odrodzenia Polski (2025)[3][4]
- Krzyż Oficerski Orderu Odrodzenia Polski (1997)
- Odznaka honorowa „Za Zasługi dla Ochrony Praw Człowieka” (2002)[5]